# NGC 4034
NGC 4034 is een spiraalvormig sterrenstelsel in het sterrenbeeld Draak. Het hemelobject werd op 6 april 1793 ontdekt door de Duits-Britse astronoom William Herschel.

## Synoniemen
- UGC 7006
- MCG 12-11-44
- ZWG 335.2
- ZWG 334.58
- PGC 37935